# Henriette Sontag

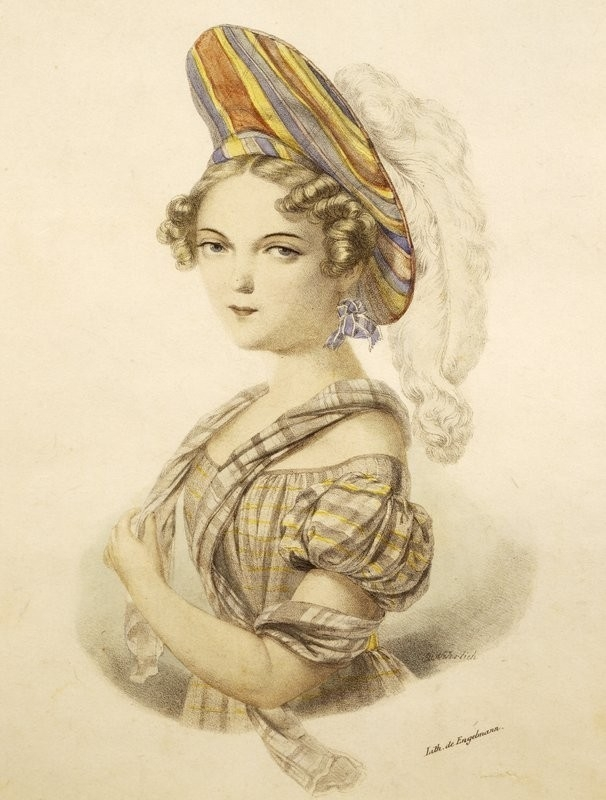
Henriette Gertrude Sontag

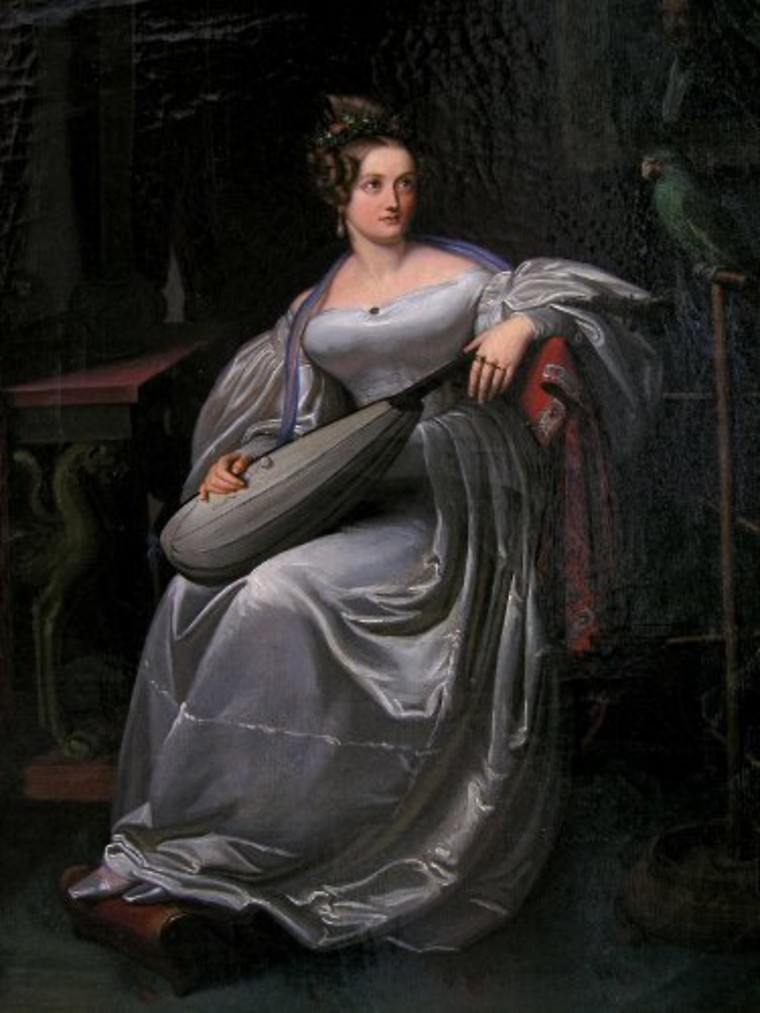
Henriette Sontag

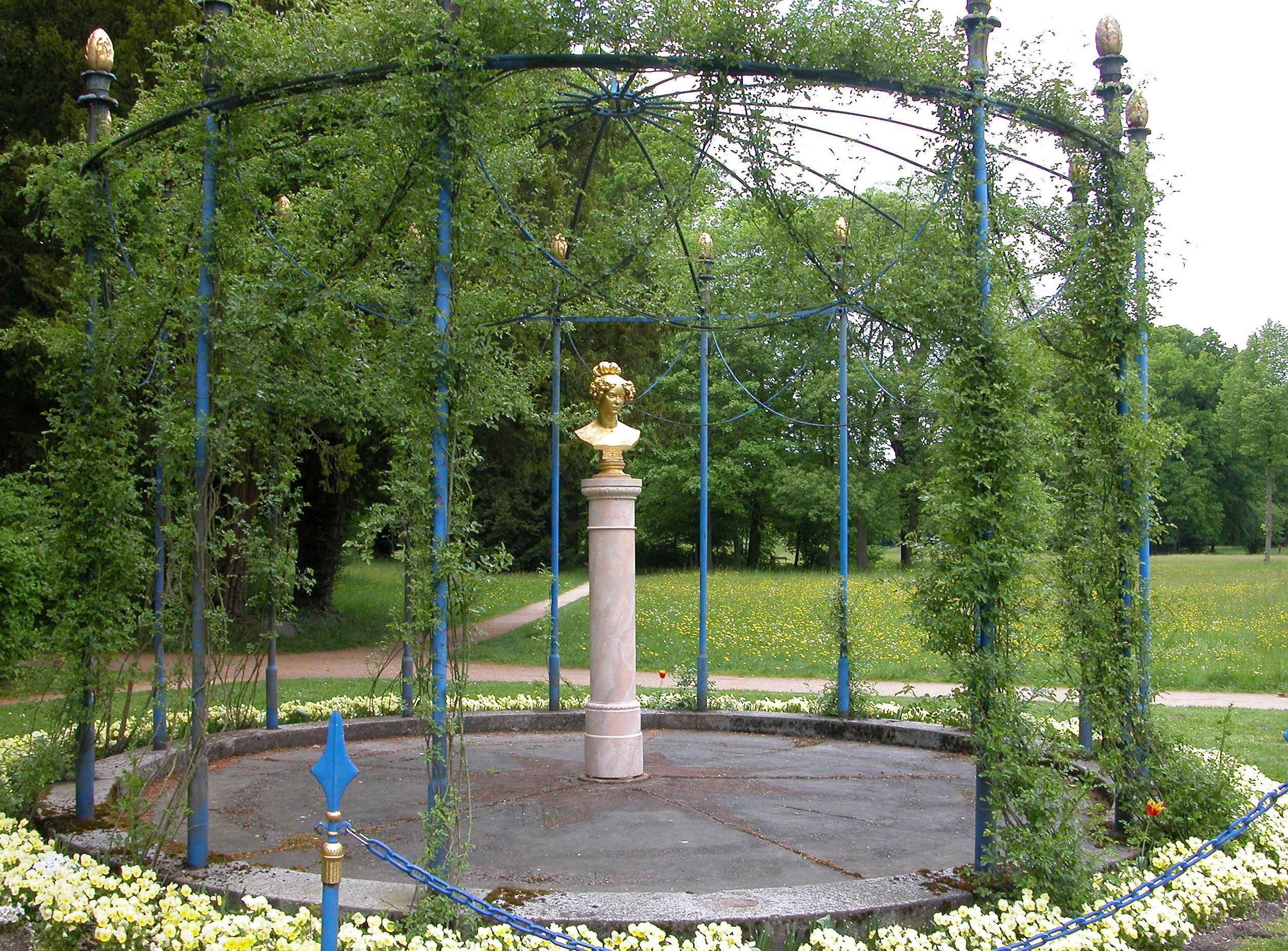
El cenador de rosas con un busto de la cantante Henriette Sontag Julio 2014 - panoramio

Henriette Sontag (3 de enero de 1806 - 17 de junio de 1854) fue una soprano alemana del siglo XIX. 
Rossini llegó a decir que tenía «La voz más pura de soprano» que él jamás escuchó.

## Orígenes
Sontag nació en Coblenza, Alemania el 3 de enero de 1806 en el seno de una familia de artistas ambulantes. Fue hija del actor Franz Sontag y de la cantante Franziska Martloff, gracias a lo cual pudo recibir desde niña entrenamiento teatral y musical. Ya a los 6 años de edad representó un pequeño papel en una opereta llamada "La hija del Danubio". 
En 1819, al cumplir 13 años de edad fallece su padre, por lo que su madre decide enviarla a Praga, en donde buscó el consejo del joven compositor Carl Maria von Weber, quien dirigía la orquesta de la ciudad. Gracias a su apoyo, Henriette pudo entrar en el conservatorio de la ciudad a pesar de su corta edad. En esa institución la cantante recibió lecciones de canto y música.
En 1821 con solo 15 años debutó reemplazando a una protagonista enferma en el rol titular de Jean de París de Boieldieu en el teatro de la ciudad de Praga, lo que le dio un enorme éxito y también la posibilidad de completar sus estudios en Viena.

## Éxito en Alemania
En 1823 apareció en Leipzig como Agathe en El cazador furtivo de Weber, lo que supuso su consagración definitiva. Paso rápidamente a la Wiener Staatsoper en donde interpretó operas tanto alemanas como italianas con enorme éxito. Tras oírla cantar La donna del Lago de Rossini, Weber escribió para ella el rol titular de Euryanthe que se representó el 25 de octubre de 1823.
En 1824 pasó al Königsstädtisches Theater de Berlín en donde se convirtió rápidamente en la favorita del público, ganándose al mismo rey de Prusia como uno de sus admiradores. Por esta misma época conoció también al conde Rossi, su futuro marido.
El 7 de mayo de 1824 fue la primera intérprete de la parte de soprano en la novena sinfonía y de la Misa Soleme de Beethoven en su debut en el Kärntnertortheater de Viena.

## Debut en París
En 1826 debutó en el Théâtre Italien de París como Rosina en El Barbero de Sevilla, seguida de actuaciones como Elena en La donna del Lago e Isabella en La italiana en Argel de Rossini. El triunfo fue inmediato y la joven soprano se convirtió en la nueva atracción musical de la capital francesa.
En 1828 abandona Alemania y se radica en París. Dividiendo actuaciones entre la capital francesa y Londres, la cantante era considerara una de las mejores de la época. Ese mismo año se casó en secreto con el conde Carlo Rossi, embajador de Cerdeña.
Durante su estadía en París fue notoria su rivalidad con María Malibrán, una leyenda de la época. A pesar de las tensiones iniciales y las divisiones entre el público, ambas cantantes se convirtieron en sinceras amigas. Según las anécdotas, la Malibran era una de las pocas personas que sabían del matrimonio de la Sontag.
Durante el período en que el matrimonio se mantuvo en secreto, el conde Rossi trató infructuosamente de conseguir un título nobiliario para la Sontag para que el matrimonio entre ambos tuviese la validez necesaria ante los ojos de las cortes europeas.
Tal deseo nunca se cumplió y la presión política ejercida sobre el conde llevó a la pareja a hacer público el matrimonio que los unía. La Sontag entonces decide dar un paso al costado y se retira de los escenarios en 1830 con tan sólo 24 años de edad y en la cima de su popularidad y posibilidades artísticas.

## Segundo debut en Londres
Durante el periodo de retiro la cantante apareció contadas veces en conciertos de caridad o bien en actuaciones en las cortes Europeas.
El trabajo de su marido la llevó por las más diversas ciudades europeas, es así como en este periodo la cantante vivió en Bruselas, Berlín, La Haya y Fráncfort del Meno.
La revolución de 1848 produjo un profundo revés económico en las finanzas del matrimonio y a pesar de las presiones sociales la Sontag aceptó un contrato por seis meses con el Her Majesty’s Theatre de Londres para luego aparecer por toda Inglaterra y Francia.
Su segundo debut fue tan exitoso como el primero. La vida hogareña y la inactividad artística no habían mermado la voz de la soprano que seguía tan pura como hacía 20 años.
En el mismo teatro creó el rol titular en La Tempesta de Halévy en 1850 y luego de una triunfal gira por las ciudades alemanas partió hacia Estados Unidos en 1852.

## Giras por América y su repentina muerte
En septiembre de 1852 apareció en suelo norteamericano y en triunfales actuaciones recorrió el país durante poco menos de dos años.
Contratada por una compañía para presentarse como Lucía de Lammermoor en la Ciudad de México, donde además estrenó frente al presidente Santa Anna el Himno Nacional mexicano, la cantante dio su última actuación como Desdemona en la ópera Otello de Rossini. Luego de un paseo a Tlalpan la cantante cayó enferma presentando los síntomas del cólera. Tras 6 días de agonía murió el 17 de junio de 1854 a los 48 años de edad. Fue enterrada en el Panteón de San Fernando y años después sus restos fueron repatriados y llevados a Alemania. 

## Su voz y figura
La voz de la Sontag, que fue catalogada por Rossini como «la voz más pura de soprano», era excepcional por su flexibilidad, belleza y amplitud. Su amplia tesitura le permitía cantar en roles de soprano y mezzo, sin embargo sus mayores éxitos los logró en roles agudos. Aun así podía combinar roles de soprano pura como Agathe en El cazador furtivo de Weber, Donna Anna en Don Giovanni de Mozart, los roles principales de Semiramide, Otello y Tancredi de Rossini, las partes de soprano de la novena sinfonía o la Misa Soleme de Beethoven o Lucrezia Borgia de Donizetti con roles graves de mezzosoprano como Rosina en el Barbero de Sevilla o Isabella en La italiana en Argel.
Como actriz fue siempre más adecuada a los roles cándidos y delicados, que se avenían a la perfección con su físico delgado, su rostro bello y su corta edad al momento de los primeros triunfos. Nunca pudo poseer una flexibilidad histriónica capaz de competir con la Malibran, como tampoco la contundencia vocal en el extremo grave de su registro para obtener los mismos éxitos en los roles de contralto, cosa que la Malibran logró como nadie.
Sus detractores decían de ella que su belleza y las influencias de su marido no eran ajenas a su triunfo.